# Kubšice

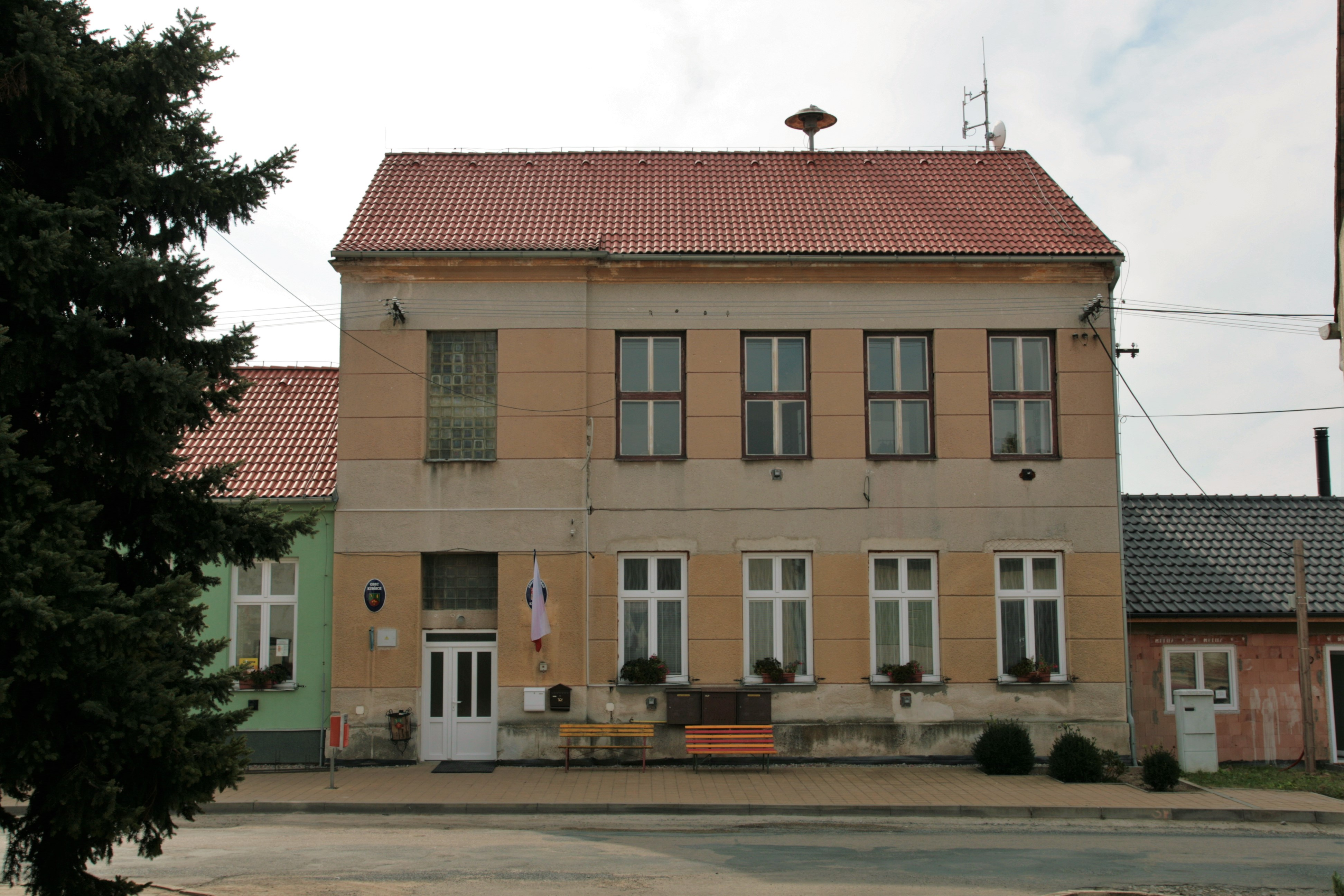
Gemeindeamt (ehemalige Schule)

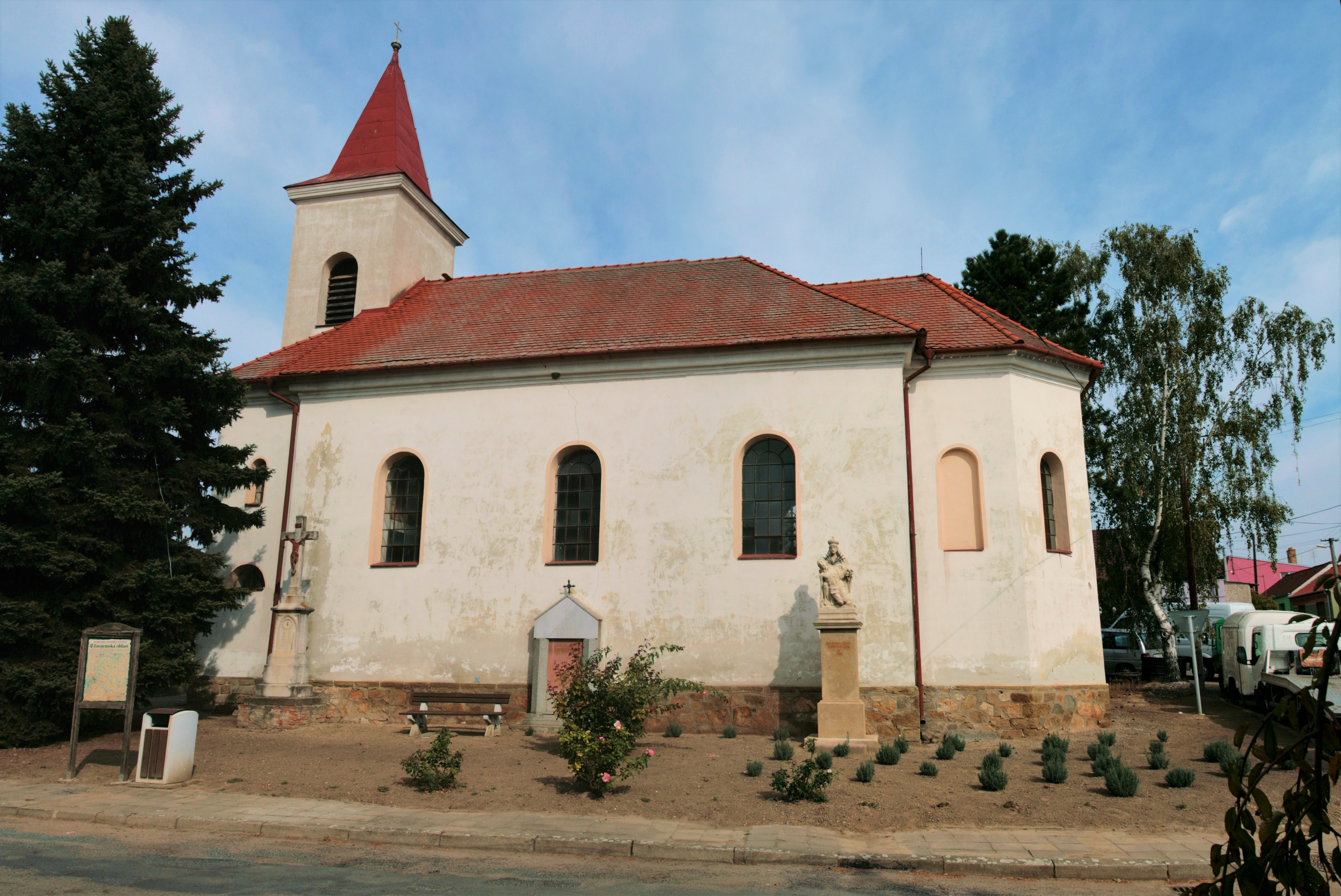
Kirche Unserer Lieben Frau von den Schmerzen

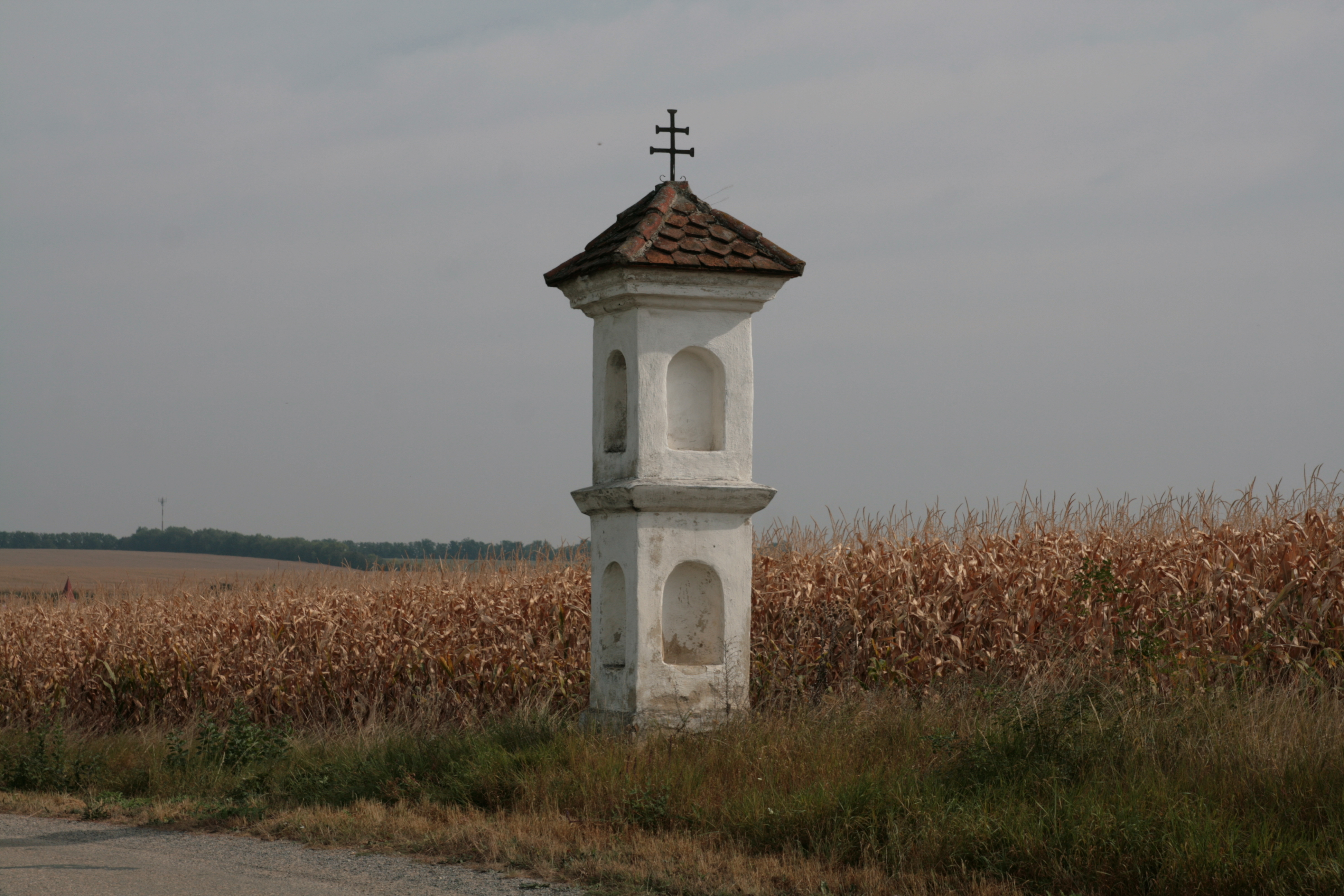
Morta am Weg nach Olbramovice

Kubšice (deutsch Gubschitz) ist eine Gemeinde in Tschechien. Sie liegt acht Kilometer westlich von Pohořelice und gehört zum Okres Znojmo.

## Geographie
Kubšice erstreckt sich am Oberlauf des Baches Šumický potok im Dyjskosvratecký úval (Thaya-Schwarza-Talsenke) in Südmähren. Im Norden erhebt sich der Kulatý palouk (356 m n.m.), im Osten der Šumický vrch (Schömitzer Höhe, 234 m n.m.), westlich der Leskoun (Miskogel, 371 m n.m.) sowie im Nordwesten der Červený vrch (348 m n.m.). Durch den Ort ziehen sich zwei leichte Bunkerlinien des Tschechoslowakischen Walls.
Nachbarorte sind Jezeřany-Maršovice im Norden, Kupařovice und Loděnice im Nordosten, Cvrčovice im Osten, Šumice im Südosten, Vinohrádky, Branišovice, Lidměřice und Olbramovice im Süden, Bohutice im Südwesten, Lesonice im Westen sowie Leskoun, Zábrdovice, Vedrovice und Chrastí im Nordwesten.

## Geschichte
Die erste urkundliche Erwähnung von Chubschicz erfolgte im Jahre 1326. Das Dorf war im 14. Jahrhundert unter verschiedenen Besitzern aufgeteilt, es bestanden zwei Freihöfe. 1369 veräußerten die Brüder Ulrich und Johann von Heraltic ihren aus einem Hof und vier Huben bestehenden Anteil an Bransud von Čermakowic, der ihn vier Jahre später dem Besitzer der Herrschaft Krumlov, Beneš von Krawarn überließ. Smil von Ossowa verkaufte 1398 den anderen Freihof an Tas von Černín, der ihn 1414 an Hanuš von Vedrovice veräußerte. Perchtold von Leipa auf Krumlov verkaufte 1437 14 Huben in Kupčic an Adam von Mynic, ein weiterer Teil des Dorfes gehörte weiterhin zu Krumlov.
Im Jahre 1550 veräußerte Berthold von Leipa auf Krumlov den Markt Kupčic zusammen mit Anteilen von Aschmeritz, Wolframitz und Selowitz an Sigmund Valecký von Mírov auf Mißlitz. Als Georg Valecký von Mírov 1567 das Gut Mißlitz an Wenzel von Hoditz verkaufte, gehörte auch der Markt Kupčic dazu. Nach der Schlacht am Weißen Berg wurde der Besitz des Aufständischen Zdenko von Hoditz konfisziert. König Ferdinand II. verkaufte das eingezogene Gut Wolframitz mit dem Markt Wolframitz und den Dörfern Kupschitz, Aschmeritz, Schömitz, Lidmeritz sowie dem wüsten Palikowitz am 16. Dezember 1624 zunächst für 48.000 Mährische Gulden an Gundaker von Liechtenstein. Jedoch wurde der Kauf nach Begnadigung Zdenkos von Hoditz wieder rückgängig gemacht. Im Jahre 1634 vererbte Zdenko von Hoditz das Gut seinem Bruder Karl Wenzel. Dieser verkaufte Wolframitz mit Kupčic, Aschmeritz, Schömitz, einen Anteil von Lidmeritz sowie die Wüstungen Polekowic und Lobodic am 13. Mai 1651 für 50.000 Mährische Gulden dem königlich polnischen Leibarzt Johann Caspar Kraft, der das Gut wenig später Gundaker von Liechtenstein überließ. Er schlug das Gut seiner Herrschaft Krumlov zu, die fast 300 Jahre im Besitz des Hauses Liechtenstein verblieb.
Im Jahre 1835 bestand das im Znaimer Kreis gelegene Dorf Gubschitz, auch Kupschitz bzw. Kupčice genannt, aus 60 Häusern, in denen 348 Personen lebten. Haupterwerbsquellen waren der ergiebige Feld- und Weinbau. Im Ort gab es eine Mühle. Pfarrort war Wolframitz. Bis zur Mitte des 19. Jahrhunderts blieb Gubschitz der Fideikommiss-Primogeniturherrschaft Mährisch-Krummau untertänig.
Nach der Aufhebung der Patrimonialherrschaften bildete Gubschitz / Kupčice ab 1849 eine Gemeinde im Gerichtsbezirk Mährisch Kromau. Ab 1869 gehörte das Dorf zum Bezirk Mährisch Kromau. Zu dieser Zeit hatte Gubschitz 312 Einwohner und bestand aus 62 Häusern. Zwischen 1871 und 1873 wurde ein Stallgebäude zur Schule umgebaut. Im Jahre 1900 lebten in Gubschitz 348 Personen; 1910 waren es 356. In den Jahren 1907–1908 entstand auf dem Anger ein Schulhaus für eine zweiklassige Volksschule, die mit kaiserlicher Unterstützung als Kaiser-Franz-Joseph-Jubiläumsschule eröffnet wurde. Auf dem Platz gegenüber der neuen Schule ließ die Familie Pospischil – ebenfalls 1907 – eine Kirche errichten. Zu Beginn des 20. Jahrhunderts wurde der tschechische Ortsname in Kubšice geändert. Die Freiwillige Feuerwehr wurde 1912 gegründet.
Der Gutsbesitzer Mathias Pospischil überließ der Gemeinde 1920 ein Grundstück am östlichen Ortsrand, auf dem ein Friedhof angelegt wurde. Beim Zensus von 1921 lebten in den 77 Häusern der Gemeinde 334 Personen, darunter 314 Deutsche und 10 Tschechen.  1926 ließ die Witwe Thekla Pospischil auf ihrem Grundstück bei der Kirche ein Altersheim für Arme errichten, das von Brünner Elisabethinnen geführt wurde. Als 1928 die umliegenden Gemeinden an das Elektrizitätsnetz angeschlossen wurden, entschied sich die Gemeinde Gubschitz dagegen und investierte stattdessen in den Bau einer Straße nach Wolframitz. Im Jahre 1930 bestand Gubschitz aus 89 Häusern und hatte 341 Einwohner, 1939 waren es 328. Nach dem Münchner Abkommen wurde die Gemeinde 1938 dem Großdeutschen Reich zugeschlagen und gehörte bis 1945 zum Kreis Znaim. Das Elisabethinnenkloster wurde 1939 geschlossen. Nach dem Kriegsende kam Kubšice zur Tschechoslowakei zurück, es erfolgte die Wiederherstellung der alten Bezirksstrukturen. Der größte Teil der deutschsprachigen Bewohner wurde vertrieben. In der Nachkriegszeit wurde Kubšice elektrifiziert. Im Jahre 1950 hatte Kubšice 259 Einwohner. Im Zuge der Gebietsreform und der Aufhebung des Okres Moravský Krumlov wurde die Gemeinde am 1. Juli 1960 dem Okres Znojmo zugewiesen. Beim Zensus von 2001 lebten in den 67 Häusern von Kubšice 156 Personen. Das ehemalige Schulhaus dient heute als Sitz der Gemeindeverwaltung.

## Sehenswürdigkeiten
- Kirche Unserer Lieben Frau von den Schmerzen, erbaut 1907 durch die Familie Matthias und Thekla Pospischil, geb. Paweletz
- Bildstock (Morta) an der Straße nach Olbramovice
- Denkmal für die Opfer beider Weltkriege, an der Kirche
- Pietà (Paweletzmadonna), vor der Kirche